# Carl Gebhardt
Se procura o médico nazi e criminoso de guerra, veja Karl Gebhardt.
Carl Gebhardt (Frankfurt am Main, 8 de Abril de 1881 — Frankfurt am Main, 25 de Julho de 1934) foi um filólogo e filósofo que se notabilizou como precursor do moderno estudo do pensamento de Spinoza.

## Biografia
Gebhardt formou-se em 1899 na Universidade de Heidelberg em Direito, História da Arte e Filosofia. Naquele Universidade teve como principais professores Kuno Fischer e Wilhelm Windelband. Em 1905 defendeu a sua dissertação de doutoramento sobre a obra de Bento de Espinoza "Abhandlung über die Verbesserung des Verstandes" ("Tratado da Correção do Intelecto"). Desse primeiro contacto com a obra de Espinoza nasceu um interesse que percorreria toda a sua vida académica, já que pouco tempo depois começou a elaboração de novas traduções para a língua alemã das obras de Spinoza, as quais foram sendo progressivamente editadas.
Outra área de interesse de Geghardt foi a pedagogia, o que o levou a participar em vários esforços de reforma educativa. Em 1925 fundou, com Theodor Bäuerle, a Confederação Alemã de Educação Popular ("Deutschen Bund für Volksbildung") e  foi membro activo da Associação de Educação Popular do Reno e Meno ("Rhein-Mainischen Verbandes für Volksbildung"), realizando palestras (as chamadas "palestras populares" ou "Volksvorlesungen"). Como crítico e jornalista, foi um comentador activo sobre a vida cultural local, particularmente nos campos da educação e do teatro. Foi durante muitos anos director do arquivo de Sociedade Schopenhauer ("Schopenhauer-Gesellschaft") de Frankfurt am Main.
Em 1933 Gebhardt adoeceu gravemente, mas apesar disso continuou o seu trabalho continuou até pouco antes de sua morte, em Julho de 1934.
A sua esposa, Lilly Gebhardt (nascida Hellmann), irmão da crítica de literatura Hanna Hellmann, era de origem judaica e em 1943 foi deportada para o gueto de Theresienstadt (Ghetto Theresienstadt), tendo sobrevivido à Guerra. O seu filho, Hans Gebhardt Bernt (1915-1995), emigrou para França em 1939, onde sobreviveu à ocupação alemã com documentos falsos. Regressou a Frankfurt na década de 1950, ganhando nomeada como designer gráfico e escultor.

## Obra
O foco de sua vida profissional foi o estudo da vida e obra do filósofo sefardita neerlandês Bento de Espinoza (Baruch Spinoza). Ao longo de muitos anos traduziu para a língua alemã, comentou e editou os textos de Espinoza, os quais foram publicados na colecção Biblioteca Filosófica ("Philosophische Bibliothek") das editoras Dürr-Verlag e depois Meiner-Verlag. Em 1908 publicou uma edição revista do "Tratado Teológico-Político". Em 1914 editou a correspondência de Espinoza e a colectânea "Notas biográficas e palestras" ("Lebensbeschreibungen und Gespräche").
Em 1922, completou a tradução e edição das obras de Espinoza com a publicação da obra "Breve tratado sobre Deus, o ser humano e sua felicidade" ("Kurzen Abhandlung von Gott, dem Menschen und seinem Glück"). A partir dessa edição desenvolveu as primeiras edições de comentário e análise crítica da obra de Spinoza, efectivamente iniciando o moderno estudo da obra daquele filósofo.
Financiado pela Academia de Ciências de Heidelberg (Heidelberger Akademie der Wissenschaften), publicou em 1925 as Obras ("Opera") de Espinoza, em quatro volumes (na editora de Carl Winter, Heidelberg). O volume final da obra de Gebhardt, que ao falecer deixara praticamente concluído, foi publicado em 1987.
Em 1920 Gebhardt foi um dos fundadores da Societas Spinozana, uma associação internacional dedicada ao estudo da obra de Espinoza. Aquela associação conseguiu, em 1926, comprar a casa onde Spinoza falecera, em Haia. Gebhardt foi também fundador e editor da revista Chronicon Spinozanum e da série Bibliotheca Spinozana.
No campo dos estudos sobre a obra de Espinoza, Gebhardt destacou-se não só como editor, crítico textual e organizador de grande importância, mas também como intérprete e historiador da filosofia. Os seus ensaios, como por exemplo "Espinoza e o platonismo" ("Spinoza und der Platonismus", 1921), "Rembrandt e Espinoza" ("Rembrandt und Spinoza", 1927), "O espinozismo de Goethe" ("Der Spinozismus Goethes", 1927), "A religião de Espinosa" ("Spinozas Religion", 1932) ou o seu ensaio na busca da respotas para a questão "O que é o espinozismo?" ("Was ist Spinozismus?", 1925), são contribuições fundamentais para a compreensão do pensamento de Espinoza. A sua investigação sobre a biografia de Espinoza, que levou a cabo com base no trabalho de Jacob Freudenthal, representa um extraordinário avanço no conhecimento da vida e obra daquele filósofo.
Gerbhardt também se dedicou ao  estudo do barroco e à investigação da história intelectual de judaísmo. Neste último campo, traduziu para alemão e editou as obras de Uriel da Costa e de Yehuda Abravanel (Leone Ebreo), tendo no processo estudado a história dos marranos, os judeus baptizados à força Península Ibérica que, secretamente, perseveram nas crenças e rituais judaicos. Desse estudo concluiria que a "consciência moderna" é "a duplicação da evolução da consciência dos marranos", sendo opinião de Gebhardt que a experiência dos marranos é uma fonte central do pensamento de Espinoza.
Como estudioso da obra de Arthur Schopenhauer, Gebhardt é principalmente recordado como editor do primeiro volume da correspondência do filósofo.
Vários escritos que apareceram no período de 1919 a 1921 sob os pseudónimos Spinoza Redivivus e Augustinus Redivivus são por vezes atribuídos a Gebhardt, mas certamente tal atribuição não é correcta

## Monografias
- Spinozas Abhandlung über die Verbesserung des Verstandes. Eine entwicklungsgeschichtliche Untersuchung, Heidelberg: C. Winter, 1905.
- Schopenhauer-Bilder. Grundlagen einer Ikonographie. Hrsg. v. d. Stadtbibliothek Frankfurt a. M., Frankfurt a. M.: Baer, 1913.
- Inedita Spinozana, Heidelberg: Winter, 1916 (Sitzungsberichte der Heidelberger Akademie der Wissenschaften, Philosophisch-Historische Klasse; Jg. 1916, Abh. 13).
- Der demokratische Gedanke, Leipzig: Meiner, 1920.
- Fordernde Volksbildung, Berlin: Arbeitsgemeinschaft, 1923.
- Spinoza. Vier Reden, Heidelberg: Carl Winter, 1927 (enthält:)
  - Rede bei der Feier der Societas Spinozana im Rolzaal in s'Gravenhage am 21. Februar 1927
  - La dialectique intérieure du Spinozisme
  - Spinoza, Judentum und Barock
  - Der Spinozismus Goethes, S. 57-80.
- Das Schopenhauer-Archiv. Festschrift. Zur 13. Tagung der Schopenhauer-Gesellschaft. Hrsg. von Carl Gebhardt, Heidelberg: Winter, 1929.
- Spinoza, Leipzig: Reclam, 1932 (Reclams Universalbibliothek. Bd. 7193/94).
- Spinoza. Judaisme et Baroque [Aufsatzsammlung]. Textes réunis et présentés par Saverio Ansaldi. Traduit de l'allemand par Sylvie Riboud-Sainclair, Paris: Presses de l'Univ. de Paris-Sorbonne, 2000 (Travaux et documents du Groupe de Recherches Spinozistes, n°9)

## Ensaios, artigos e outros textos curtos
- Peter Burnitz - Zur Ausstellung im Frankfurter Kunstverein, in: Der Cicerone. Halbmonatsschrift für die Interessen des Kunstforschers und Sammlers. IV. Jahrgang. Heft 10, Mai 1912, S. 384-386.
- Barock, in: Frankfurter Zeitung vom 9. April 1914.
- Deutsches Barock, in: Frankfurter Zeitung vom 30. Mai 1914.
- Wilhelm v. Gwinner zum neunzigsten Geburtstag: 17. Oktober, in: Frankfurter Zeitung vom 17. Oktober 1915.
- Wilhelm von Gwinner, in: Jahrbuch der Schopenhauer-Gesellschaft 8 (1919), S. 208-227.
- Die sozialen Aufgaben der Frankfurter Bühnen, in: Deutsche Bühne. Jahrbuch der Frankfurter Städtischen Bühnen. Erster Band: Spielzeit 1917/1918, Frankfurt am Main: Rütten & Loening, 1919.
- Spinoza und der Platonismus., in: Chronicon Spinozanum I (1921), S. 178-234.
- Schopenhauer und die Romantik. Eine Skizze, in: Jahrbuch der Schopenhauer-Gesellschaft 10 (1921), S. 46-54 (Online-Faksimile).
- Le déchirement de la conscience [1922], in: Cahiers Spinoza, n°3 (hiver 1979-80), Paris: Éditions Réplique, S. 135-141.
- Juan de Prado, in: Chronicon Spinozanum III (1923), S. 219-291.
- Pieter Ballings Het Licht op den Kandelaar, in: Chronicon Spinozanum 4 (1924-26), S. 187-200.
- Was ist Spinozismus?, in: Spinoza: Von den festen und ewigen Dingen. Uebertragen und eingeleitet von Carl Gebhardt, Heidelberg: Carl Winter, 1925, S. V-XLIX.
- Rembrandt und Spinoza. Stilgeschichtliche Betrachtungen zum Barock-Problem, in: Kant-Studien 32 (1927), S. 161-181.
- Spinozas Bann, in: Der Morgen. Jg. 3 (1927). Nr. 2, S. 144-148 .
- Klage gegen die Zeit von dem Weisen Don Jehuda Abrabanel, in: Der Morgen. Jg. 3 (1928). Nr 6, S. 662-668.
- Rundfunk und Land, in: Freie Volksbildung. Neue Folge des Archivs für Erwachsenenbildung 3 (1928). Heft 4.
- Das Sofa, auf dem Schopenhauer starb, in: Stadtblatt der "Frankfurter Zeitung" 1929.
- Das Lied der Lieder, in: Der Morgen. Jg. 6 (1930). Nr 5, S. 447-457.
- Schopenhauer gegen Augustinus, in: Jahrbuch der Schopenhauer-Gesellschaft 18 (1931), S. 263-321.
- Die Religion Spinozas, in: Archiv für Geschichte der Philosophie 41 (1932). Heft 3, S. 339–362 (Published Online.
- Die Religion Spinozas und die Rhijnsburger Kollegianten, [1932], in: Spinoza. Hrsg. von Martin Schewe und Achim Engstler, Frankfurt am Main u.a.: Peter Lang, 1990, S. 323-340 (Auslegungen, Bd. 2).

## Edição das obras de Espinoza
- Sämtliche Werke. Sieben Bände in drei Bänden. Hrsg. von O. Baensch, A. Buchenau, C. Gebhardt, C. Schaarschmidt, Leipzig: Dürr, 1907-1914.
- Theologisch-politischer Traktat. Übertr. und eingel. nebst Anm. und Reg. von Carl Gebhardt. 3. Aufl., Leipzig: Dürr, 1908 (Philosophische Bibliothek ; 93).
- Abhandlung über die Verbesserung des Verstandes. Abhandlung vom Staate. In 3. Aufl., neu übertragen und eingeleitet sowie mit Anmerkungen und Register versehen von Carl Gebhardt, Leipzig: Meiner, 1907 [tatsächlich 1912] Philosophische Bibliothek ; 95).
- Briefwechsel. Übertr. u. mit Einl., Anm. u. Reg. vers. von Carl Gebhardt, Leipzig: Meiner, 1914 (Philosophische Bibliothek ; 96a).
- Lebensbeschreibungen und Gespräche. Übertr. und hrsg. von Carl Gebhardt, Leipzig: Meiner, 1914 (Philosophische Bibliothek ; 96b).
- Kurze Abhandlung von Gott, dem Menschen und seinem Glück. Übertr. u. hrsg. von Carl Gebhardt. 4. Aufl., Leipzig: Meiner, 1922 (Philosophische Bibliothek ; 91).
- Sämtliche Werke. In Verbindung mit O. Baensch und A. Buchenau hrsg. von C. Gebhardt. Sieben Bände in drei Bänden, Leipzig: Felix Meiner, 1907/14-1922.
- Spinoza opera. Im Auftrag der Heidelberger Akademie der Wissenschaften hrsg. von Carl Gebhardt. [Ursprünglich] Vier Bände, Heidelberg, Carl Winter-Verlag, 1925 [Unveränderter Nachdruck: Heidelberg: Carl Winter-Verlag, 1972].
  - Band 1: Korte Verhandeling van God, De Mensch en des zelfs Welstand, Renati Des Cartes Principiorum philosophiae pars I [en] II, Cogitata metaphysica, Compendium grammatices linguae Hebraeae, Heidelberg: Winter, 1925.
  - Band 2: Tractatus de intellectus emendatione, Ethica, Heidelberg: Winter, 1925.
  - Band 3: Tractatus theologico-politicus, Adnotationes ad Tractatum theologico-politicum, Tractatus politicus, Heidelberg: Winter, 1925.
  - Band 4: Epistolae, Stelkonstige Reeckening van den Regenboog, Reeckening van Kanssen - (Nachbericht), Heidelberg: Winter, 1925.
  - Band 5: Supplementa. Kommentar zum Tractatus theologico-politicus. Kommentar zu den Adnotationes ad tractatum theologico-politicum. Kommentar zum Tractatus politicus. Einleitung zu den beiden Traktaten, Heidelberg: Winter, 1987.
- Spinoza. Von den festen und ewigen Dingen. Uebertragen und eingeleitet von Carl Gebhardt [Paraphrase der Ethik samt weiterer Texte und Briefe], Heidelberg: Carl Winter, 1925.

## Outras edições
- Die Schriften des Uriel da Costa. Mit Einleitung, Übertragung und Regesten herausgegeben von Carl Gebhardt, Heidelberg: Carl Winter / Amsterdam: Hertzberger / London: Oxford University Press, 1922 (Bibliotheca Spinozana; 2).
- Schopenhauer und Brockhaus. Zur Zeitgeschichte der "Welt als Wille und Vorstellung". Ein Briefwechsel; mit Bildern und Dokumenten aus dem Schopenhauer-Archiv. Hrsg. von Carl Gebhardt, Leipzig: Brockhaus, 1926 (Jahrbuch der Schopenhauer-Gesellschaft; 13).
- Jakob Freudenthal: Spinoza. Leben und Lehre. Auf Grund des Nachlasses von J. Freudenthal bearbeitet von Carl Gebhardt. 2. Auflage, Heidelberg: Carl Winter, 1927 (Bibliotheca Spinozana curis societatis Spinozanae; T. 5).
- Wilhelm Bolin: Spinoza. Zeit, Leben, Werk. 2. Aufl., neu bearb. von Carl Gebhardt, Darmstadt [u.a.]: Hofmann, 1927 (Geisteshelden; 9).
- Der Briefwechsel Arthur Schopenhauers. Erster Band (1799 - 1849). Hrsg. von Carl Gebhardt (Arthur Schopenhauers sämtliche Werke. Bd. 14), München: Piper, 1929.
- Leone Ebreo: Dialoghi d'amore. Hebräische Gedichte. Hrsg. mit einer Darst. des Lebens und des Werkes Leones, Bibliogr., Reg. zu den Dialoghi, Übertr. der hebr. Texte, Regesten, Urkunden und Anm. von Carl Gebhardt, Heidelberg: Winter / Amsterdam: Hertzberger / London: Oxford University Press, 1929 (Bibliotheca Spinozana; 3).
- Das Lied der Lieder. Übertragen mit Einführung und Kommentar von Carl Gebhardt, Berlin: Philo-Verlag, 1931.
- Johannes Colerus: Das Leben des Benedict von Spinoza. In der alten deutschen Übersetzung mit Einleitung und Anmerkungen hrsg. von Carl Gebhardt, Heidelberg: Weissbach, 1952.